# Liste der Gottesdienstkantaten Telemanns/U
Dies ist eine Teilliste der Kantaten Georg Philipp Telemanns für den gottesdienstlichen Gebrauch mit dem Anfangsbuchstaben „U“ (TVWV 1:1425b – 1:1457). Sie ist in die Liste der Gottesdienstkantaten Telemanns eingebunden und sollte auch dort gelesen werden, um den Gesamtüberblick und die Funktion der Sortierbarkeit nach verschiedenen Kriterien über die Gesamtliste nutzen zu können.
| TVWV    | Titel                                                 | Jahrgang                                      | Textdichter              | erste Aufführung | Sonntag/Festtag im Kirchenjahr/Anlass | Besetzung                                     | Anmerkung | Noten                                   | RISM |
| ------- | ----------------------------------------------------- | --------------------------------------------- | ------------------------ | ---------------- | ------------------------------------- | --------------------------------------------- | --- | --------------------------------------- | --- |
| 1:1425b | Über der Propheten Blut                               | Fortsetzung des Harmonischen Gottesdienstes   | Tobias Heinrich Schubart | 1731/32          | 2. Weihnachtstag                      | Stimme solo, 2 Ob, Bc                         | vollständige Kantate siehe 1:839                                                                                  | IMSLP                                   | RISM ID: 451513183 RISM ID: 702001009 RISM ID: 230001402 |
| 1:1426  | Umschlinget uns, ihr sanften Friedensbande            | Harmonischer Gottes-Dienst                    | Matthäus Arnold Wilckens | 1725/26          | 17. Sonntag nach Trinitatis           | Stimme solo, Ob, Bc                           | | gs11-08-2-18m IMSLP                     | RISM ID: 190017438 RISM ID: 240004961 RISM ID: 453000535 |
| 1:1427  | Und alle Engel stunden um den Stuhl                   | Musicalisches Lob Gottes                      | Erdmann Neumeister       | 1742/43          | Michaelisfest                         | SAB, 3 Tr, 2 Vl, Va, Bc                       | | IMSLP                                   | RISM ID: 220039504 RISM ID: 469067300 RISM ID: 302000408 RISM ID: 702001358 RISM ID: 452513374 RISM ID: 240005053 |
| 1:1428  | Und als der Tag der Pfingsten erfüllet war            |                                               |                          |                  | Pfingstsonntag                        | SATB, Qfl, Ob, 2 Tr, Ti, 2 Vl, Va, Vc, Bc     | |                                         | RISM ID: 452513280 |
| 1:1429  | Und als er nahe hinzu kam                             | Italienischer Jahrgang / 2. Concertenjahrgang | Gottfried Simonis        | 1716/17          | 10. Sonntag nach Trinitatis           | SATB, 2 Ob, 2 Vl, Va, Vc, Bc                  | | Ms. Ff. Mus. 1406 IMSLP                 | RISM ID: 450004690 |
| 1:1430  | Und da die Engel von ihnen gen Himmel fuhren          | Italienischer Jahrgang / 1. Concertenjahrgang | Erdmann Neumeister       | 1716/17          | 2. Weihnachtstag                      | SATB, 2 Ob, 2 Vl, Va, Vc, Bc                  | | Ms. Ff. Mus. 1407                       | RISM ID: 450004691 |
| 1:1431  | Und das Wort ward Fleisch                             | Musicalisches Lob Gottes                      | Erdmann Neumeister       | 1742/43          | 3. Weihnachtstag                      | SAB, 2 Vl, Va, Bc                             | | Mus.ms.autogr. Telemann, G. P. 96 IMSLP | RISM ID: 1001012705 RISM ID: 450110302 RISM ID: 469067000 RISM ID: 302000284 RISM ID: 240004998 RISM ID: 240005054 |
| 1:1432  | Und der Herr Zebaoth                                  |                                               |                          |                  | 2. Sonntag nach Trinitatis            | SATB, 2 Fl/Ob, 2 Vl, Va, Vc, Bc               | | Ms. Ff. Mus. 1408                       | RISM ID: 450004692 |
| 1:1433  | Und die Apostel sprachen zu dem Herrn                 | Italienischer Jahrgang / 1. Concertenjahrgang | Erdmann Neumeister       | 1716/17          | 1. Sonntag nach Ostern                | SATB, 2 Ob, 2 Vl, Va, Vc, Bc                  | | Ms. Ff. Mus. 1409                       | RISM ID: 450004693 RISM ID: 806042574 |
| 1:1434  | Und es erhub sich ein Streit im Himmel                | Italienischer Jahrgang / 2. Concertenjahrgang | Gottfried Simonis        | 1716/17          | Michaelisfest                         | SATB, 2 Cl, Ti, 2 Vl, Va, Vc, Bc              | |                                         | RISM ID: 452513207 |
| 1:1435  | Und es waren Hirten                                   |                                               |                          | 1721/22          | 1. Weihnachtstag                      |                                               | [verschollen] |                                         | |
| 1:1436  | Und Gott ruhte am 7. Tage von Allem                   |                                               |                          |                  | 17. Sonntag nach Trinitatis           | SATB, 2 Vl, 2 Va, Vc, Bc                      | | D-Dl Mus.2392-E-543                     | RISM ID: 210000119 |
| 1:1437  | Und siehe, eine Stimme aus den Wolken sprach          | Musicalisches Lob Gottes                      | Erdmann Neumeister       | 1742/43          | 6. Sonntag nach Epiphanias            | SAB, 2 Vl, Va, Bc                             | | Ms. Ff. Mus. 1411 IMSLP                 | RISM ID: 450004695 RISM ID: 469059600 RISM ID: 302000294 RISM ID: 702001359 RISM ID: 240005056 |
| 1:1438  | Und sie redeten miteinander                           | Französischer Jahrgang                        | Erdmann Neumeister       | 1714/15          | Ostermontag                           | SATB, 2 Ob, 2 Vl, 2 Va, Vc, Bc                | | Ms. Ff. Mus. 1410                       | RISM ID: 450004694 RISM ID: 225004698 |
| 1:deest | Und wenn die Welt voll Teufel wär                     | Lied-Jahrgang                                 | Erdmann Neumeister       | 1743/44          |                                       |                                               | [verschollen] |                                         | |
| 1:deest | Und wolltest du auch noch so sehr                     | Lied-Jahrgang                                 | Erdmann Neumeister       | 1743/44          | 2. Fastensonntag                      |                                               | [verschollen] |                                         | |
| 1:1439  | Unempfindlich muss man sein                           |                                               |                          |                  | Sonstige Kantaten                     | Sopran solo, 2 Vl, Vc, Bc                     | Arie in einer Sammlung 64 „Teutsche Arien“, wahrscheinlich eine Opern-Arie oder Arie aus einer weltlichen Kantate |                                         | |
| 1:1439a | Unerschaffnes Licht und Flamme                        | Geistliche Arien                              | Johann Friedrich Helbig  | 1727             | Pfingstmontag                         | Stimme solo, Vl, Va, Bc                       | vollständige Kantate siehe 1:1572                                                                                 |                                         | |
| 1:1440  | Unschuld und ein gut’ Gewissen                        | Französischer Jahrgang                        | Erdmann Neumeister       | 1714/15          | 3. Fastensonntag                      | SATB, 2 Ob, 2 Vl, Va, Vc, Bc                  | | Ms. Ff. Mus. 1415                       | RISM ID: 450004699 RISM ID: 225004693 |
| 1:1441  | Unschuld und ein gut’ Gewissen                        |                                               | Erdmann Neumeister       |                  | 3. Fastensonntag                      | SATB, 2 Vl, Va, Vc, Bc                        | Text wie 1:1440                                                                                                   |                                         | |
| 1:1442  | Unser keiner lebt ihm selber                          | Sicilianischer Jahrgang                       | Johann Friedrich Helbig  | 1719/20          | 16. Sonntag nach Trinitatis           | SATB, 2 Ob, 2 Vl, Va, Vc, Bc                  | | Ms. Ff. Mus. 1417                       | RISM ID: 450004701 |
| 1:1443  | Unser keiner lebet ihm selber                         | Musicalisches Lob Gottes                      | Erdmann Neumeister       | 1742/43          | 16. Sonntag nach Trinitatis           | SAB, 2 Vl, Va, Bc                             | | Ms. Ff. Mus. 1416 IMSLP                 | RISM ID: 450004700 RISM ID: 1001012768 RISM ID: 469051800 RISM ID: 450110353 RISM ID: 302000371 RISM ID: 240005057 |
| 1:1444  | Unser Leben währet siebenzig Jahre                    |                                               |                          |                  | Mariä Reinigung                       | SATB, Bfl, 2 Qfl, 2 Ob, 2 Vl, Va, Vc, Bc      | |                                         | RISM ID: 452513290 |
| 1:1445  | Unser Trost ist der, dass wir ein gut’ Gewissen haben | Musicalisches Lob Gottes                      | Erdmann Neumeister       | 1742/43          | 5. Fastensonntag                      | SAB, 2 Vl, Va, Bc                             | | IMSLP                                   | RISM ID: 469057100 RISM ID: 1001012809 RISM ID: 450110319 RISM ID: 452513469 RISM ID: 453009726 RISM ID: 302000340 RISM ID: 452513470 RISM ID: 240005058 |
| 1:1446  | Unser Vater in dem Himmel                             |                                               |                          | 1720/21          | 19. Sonntag nach Trinitatis           |                                               | [verschollen] |                                         | |
| 1:1447  | Unser Vater in dem Himmel                             |                                               | Georg Philipp Telemann   | 1724/25          | 5. Sonntag nach Trinitatis            |                                               | [verschollen] |                                         | |
| 1:1448  | Unser Wandel aber ist im Himmel                       | Italienischer Jahrgang / 1. Concertenjahrgang | Erdmann Neumeister       | 1719/20          | 6. Sonntag nach Epiphanias            |                                               | [verschollen] |                                         | |
| 1:1449  | Unser Wandel ist im Himmel                            |                                               |                          |                  | Christi Himmelfahrt                   | SATB, 2 Ob, 2 Co, 2 Vl, Va, Vc, Bc            | Komposition von Johann Friedrich Fasch                                                                            |                                         | RISM ID: 452513208 |
| 1:deest | Unser Wandel ist im Himmel                            | Sicilianischer Jahrgang                       | Johann Friedrich Helbig  | 1719/20          | 6. Sonntag nach Epiphanias            | SATB, 2 Ob, 2 Co, 2 Vl, Va, Vc, Bc            | ??? |                                         | |
| 1:1450  | Uns ist ein Kind geboren                              | Italienischer Jahrgang / 1. Concertenjahrgang | Erdmann Neumeister       | 1716/17          | 1. Weihnachtstag                      | SATB, 2 Ob, 2 Cl, Ti, 2 Vl, Va, Vc, Bc        | | Ms. Ff. Mus. 1414                       | RISM ID: 450004698 RISM ID: 240000224 RISM ID: 454600530 RISM ID: 302000382 |
| 1:1451  | Uns ist ein Kind geboren                              | Geistliches Singen und Spielen                | Erdmann Neumeister       | 1710/11          | 1. Weihnachtstag                      | SATB, 2 Qfl, 2 Ob, 3 Cl, Ti, 2 Vl, Va, Vc, Bc | | Ms. Ff. Mus. 1412 IMSLP                 | RISM ID: 450004696 RISM ID: 454600660 RISM ID: 250011735 RISM ID: 230001286 RISM ID: 250005337 |
| 1:1452  | Uns ist ein Kind geboren                              | 2. Concertenjahrgang                          | Gottfried Simonis        | 1720/21          | 1. Weihnachtstag                      | SATB, 2 Ob, 2 Co, 2 Vl, Va, Vc, Bc            | | Ms. Ff. Mus. 1413 IMSLP                 | RISM ID: 450004697 RISM ID: 469052800 |
| 1:1453  | Uns ist ein Kind geboren                              | Musicalisches Lob Gottes                      | Erdmann Neumeister       | 1742/43          | 1. Weihnachtstag                      | SAB, 3 Cl, Ti, 2 Vl, Va, Bc                   | | IMSLP                                   | RISM ID: 452513287 RISM ID: 150201865 RISM ID: 450110300 RISM ID: 469066800 RISM ID: 702001352 RISM ID: 302000282 RISM ID: 240004996 RISM ID: 240005055 RISM ID: 1001066041                                                                                                 |
| 1:1454  | Uns ist ein Kind geboren                              | Engel-Jahrgang                                | Daniel Stoppe            | 1747/48          | 1. Weihnachtstag                      | SATB, 2 Tr, Ti, 2 Vl, Va, Vc, Bc              | | Mk 80 IMSLP                             | RISM ID: 455018395 RISM ID: 450015762 RISM ID: 150203371 RISM ID: 150203370 RISM ID: 702001364 RISM ID: 450008943 RISM ID: 452513133 RISM ID: 702001290 RISM ID: 240000225 RISM ID: 302000388 RISM ID: 452513245 RISM ID: 1001033496 RISM ID: 450110180 RISM ID: 1001033522 |
| 1:1455  | Uns ist ein Kind geboren                              |                                               |                          |                  | 1. Weihnachtstag                      | SATB, 2 Ob, 2 Vl, Va, Cb, Bc                  | T.E.L. |                                         | RISM ID: 230001496 RISM ID: 230001494 |
| 1:1456  | Unverzagt in allem Leide                              | Harmonischer Gottes-Dienst                    | Matthäus Arnold Wilckens | 1725/26          | 3. Weihnachtstag                      | Stimme solo, Vl, Bc                           | | gs11-08-anh-16m IMSLP                   | RISM ID: 190017415 RISM ID: 190003360 RISM ID: 240004963 RISM ID: 702000954 RISM ID: 302000305 |
| 1:1457  | Unverzagt und ohne Grauen                             | Engel-Jahrgang                                | Daniel Stoppe            | 1747/48          | 3. Adventssonntag                     | Sopran solo, SATB, 2 Vl, Va, Vc, Bc           | | IMSLP                                   | RISM ID: 240000227 RISM ID: 450008941 RISM ID: 702001291 RISM ID: 302000386 |